# يانغ يورو
يانغ يورو (بالصينية: 杨雨柔) مواليد 16 يوليو 1996، هي لاعبة كرة يد صينية تلعب كحارس مرمى. مثلت منتخب الصين لكرة اليد للسيدات.

## سجل المنافسة
شاركت في البطولات التالية:
- بطولة العالم لكرة اليد للسيدات 2015

## روابط خارجية
- يانغ يورو على موقع الاتحاد الأوروبي لكرة اليد (الإنجليزية)